# Église Notre-Dame-de-Guadalupe de Puerto Vallarta
 (mai 2022).
Si vous disposez d'ouvrages ou d'articles de référence ou si vous connaissez des sites web de qualité traitant du thème abordé ici, merci de compléter l'article en donnant les références utiles à sa vérifiabilité et en les liant à la section « Notes et références ».
 (mai 2022).
La mise en forme du texte ne suit pas les recommandations de Wikipédia : il faut le « wikifier ».
Les points d'amélioration suivants sont les cas les plus fréquents. Le détail des points à revoir est peut-être précisé sur la page de discussion.
- Les titres sont pré-formatés par le logiciel. Ils ne sont ni en capitales, ni en gras.
- Le texte ne doit pas être écrit en capitales (les noms de famille non plus), ni en gras, ni en italique, ni en « petit »…
- Le gras n'est utilisé que pour surligner le titre de l'article dans l'introduction, une seule fois.
- L'italique est rarement utilisé : mots en langue étrangère, titres d'œuvres, noms de bateaux, etc.
- Les citations ne sont pas en italique mais en corps de texte normal. Elles sont entourées par des guillemets français : « et ».
- Les listes à puces sont à éviter, des paragraphes rédigés étant largement préférés. Les tableaux sont à réserver à la présentation de données structurées (résultats, etc.).
- Les appels de note de bas de page (petits chiffres en exposant, introduits par l'outil «  Source ») sont à placer entre la fin de phrase et le point final[comme ça].
- Les liens internes (vers d'autres articles de Wikipédia) sont à choisir avec parcimonie. Créez des liens vers des articles approfondissant le sujet. Les termes génériques sans rapport avec le sujet sont à éviter, ainsi que les répétitions de liens vers un même terme.
- Les liens externes sont à placer uniquement dans une section « Liens externes », à la fin de l'article. Ces liens sont à choisir avec parcimonie suivant les règles définies. Si un lien sert de source à l'article, son insertion dans le texte est à faire par les notes de bas de page.
- La présentation des références doit suivre les conventions bibliographiques. Il est recommandé d'utiliser les modèles {{Ouvrage}}, {{Chapitre}}, {{Article}}, {{Lien web}} et/ou {{Bibliographie}}. Le mode d'édition visuel peut mettre en forme automatiquement les références.
- Insérer une infobox (cadre d'informations à droite) n'est pas obligatoire pour parachever la mise en page.

Pour une aide détaillée, merci de consulter Aide:Wikification.
Si vous pensez que ces points ont été résolus, vous pouvez retirer ce bandeau et améliorer la mise en forme d'un autre article.
Pour les articles homonymes, voir Église Notre-Dame-de-Guadalupe.
L'église Notre-Dame-de-Guadalupe (espagnol : iglesia de Nuestra Señora de Guadalupe), est un lieu de culte catholique situé à Puerto Vallarta, sur la côte Pacifique du Mexique. Elle est ouverte tous les jours, avec des services en anglais disponibles le samedi et une messe en espagnol et en anglais le dimanche. L'église, construite entre 1930 et 1940, a été bâtie sur les fondations d'origine d'une chapelle initialement dédiée à Notre-Dame de Guadalupe en 1901. L'église est dédiée à Notre-Dame de Guadalupe, également connue sous le nom de Vierge Marie. Elle est la sainte patronne du Mexique et est considérée comme un symbole religieux de la foi catholique et de l'émancipation des femmes. Sa fête du 12 décembre est aussi la date de sa première apparition. Pour célébrer ce festival (fiesta), de nombreux membres de la communauté mexicaine affichent des autels dans leurs maisons consistant en une peinture de Notre-Dame de Guadalupe entourée de fleurs, de bougies et d'autres touches individuelles. Pendant ce temps, les membres de nombreuses églises, y compris l'église de Puerto Vallarta, allument des feux d'artifice après le chapelet du soir menant au 12 décembre 1531 quand La Virgen de Guadalupe a eu sa première interaction avec un Mexicain nommé Juan Diego, qui a notamment établi le catholicisme au Mexique.  Elle est représentée comme une femme à la peau foncée qui parle est le nahuatl, qui est la langue maternelle de Juan Diego. Initialement classée comme symbole de la religion et de la foi, son importance à l'époque actuelle dépasse son rôle dans le catholicisme. Aujourd'hui, certains voient en elle une figure du patriotisme et de la libération mexicaine.

## Localisation
Le Mexique est le troisième plus grand pays d'Amérique latine après le Brésil et l'Argentine. Le pays est diversifié sur le plan ethnique et régional, avec des divisions socio-économiques entre chaque région. Le Mexique est une nation caractérisée par des extrêmes de richesse et de pauvreté, avec peu de citoyens classés dans la classe moyenne. Il n'y a pas de religion officielle au Mexique en raison de la séparation entre l'Église et l'État, mais plus de 80 % des personnes s'identifient comme catholiques romains. L'église Notre-Dame-de-Guadalupe, connue localement sous le nom de Iglesia de Nuestra Señora de Guadalupe, est située à Puerto Vallarta, une station balnéaire sur la côte Pacifique du Mexique, dans l'État de Jalisco. Initialement louée comme un lieu de culture et de sainteté, Puerto Vallarta s'est transformée en une région touristique et un lieu de loisirs. Puerto Vallarta est connue pour être un lieu dynamique de célébration et de festivités ainsi que pour ses plages, sa vie marine et ses stations balnéaires.

## Histoire

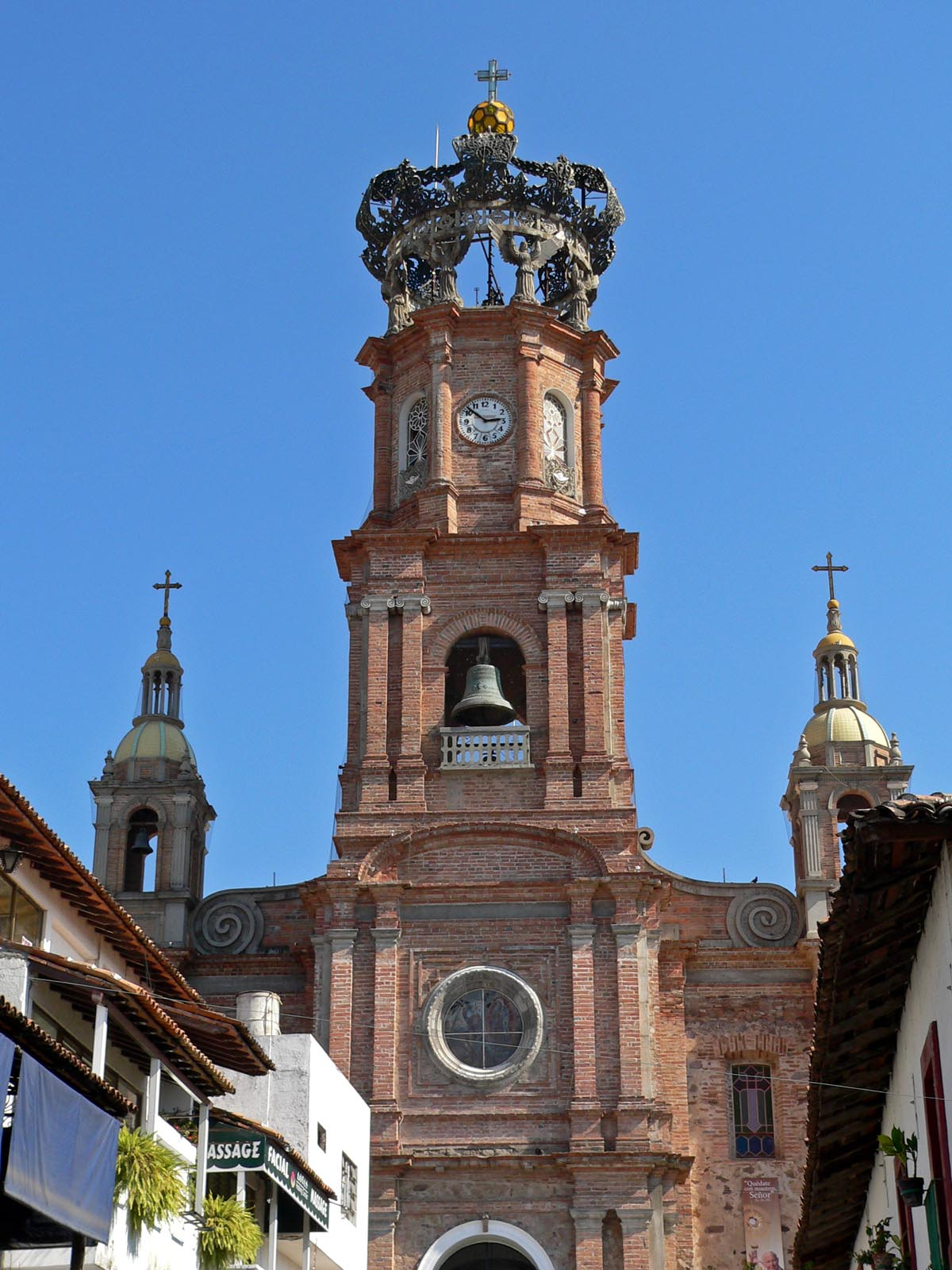
L'église Notre-Dame-de-Guadalupe à Puerto Vallarta

L'histoire de Notre-Dame-de-Guadalupe et, en fin de compte, du catholicisme en Amérique du Nord, tourne autour du récit de l'origine de l'événement guadaloupéen qui a eu lieu en décembre 1531. Juan Diego, un indigène mexicain, avait 57 ans lorsqu'il a rencontré la Vierge de Guadalupe. Il a été surnommé le "Messager de l'espoir". Cette rencontre a eu lieu sur Tepeyac, une colline située au nord de l'actuelle ville de Mexico, où se trouve la basilique de Notre-Dame-de-Guadalupe. Selon la tradition, cette interaction a eu lieu un jour d'hiver de 1531, alors que Juan Diego traversait la colline. Lady Guadalupe a d'abord demandé à Juan Diego de construire une maison (casita) sur la colline. Il l'a rapporté deux fois à l'évêque local qui lui a demandé des preuves. C'est alors que la dame est réapparue à Juan Diego et lui a demandé de ramasser des fleurs - "une demande étrange car les fleurs n'étaient pas de saison en décembre". Il trouva un bouquet de roses castillanes et les assembla pour former une cape (tilma) qu'il rendit à l'évêque comme preuve. La légende raconte qu'au moment où il présenta la cape à l'évêque, celle-ci tomba sur le sol et ils virent une image de la Virgen de Guadalupe qu'elle avait laissée imprimée dessus. Juan Diego n'a pas hésité à répandre la nouvelle de sa rencontre avec la "Sainte Marie de Guadalupe" et est devenu un missionnaire connu sous divers noms : "l'humble et obéissant indigène", "le visionnaire de la Vierge" et "l'humble ambassadeur de la Vierge". C'est grâce au partage de la rencontre de Juan Diego que le christianisme a été introduit et répandu au Mexique.

## Saintes

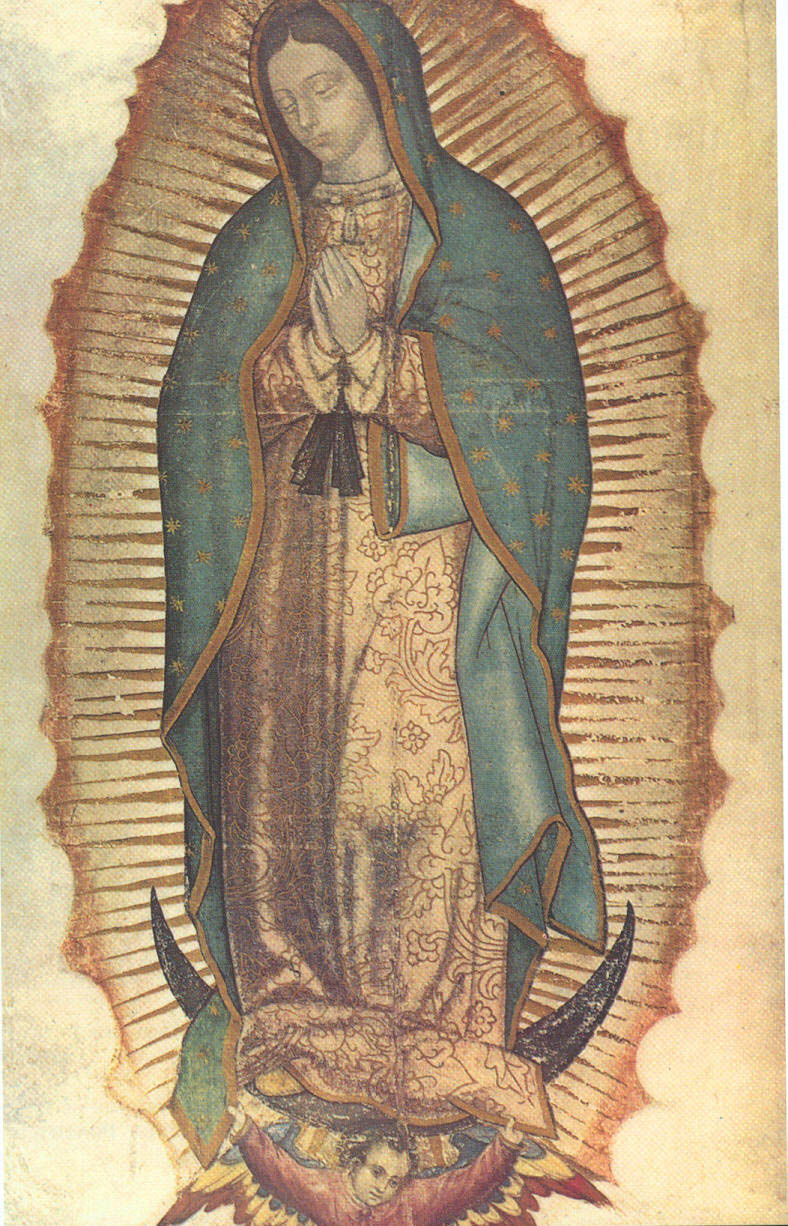
Portrait de Notre-Dame de Guadalupe.

L'église de Notre-Dame-de-Guadalupe à Puerto Vallarta est un lieu de culte catholique dédié à la sainte patronne du Mexique, Notre-Dame de Guadalupe. Un saint patron est le protecteur désigné d'une société, d'une église ou d'un lieu et est vénéré comme un intercesseur devant Dieu. Le pape Pie XII a acclamé Notre-Dame de Guadalupe "Impératrice des Amériques" en 1945. Elle est un symbole de la culture mexicaine et de sa libération. Selon la tradition religieuse mexicaine, elle est la mère de Dieu et de l'humanité. C'est grâce à son interaction avec Juan Diego que le catholicisme a vu le jour au Mexique, ouvrant une nouvelle ère de croyance religieuse dont les racines se trouvent dans la culture polythéiste aztèque et la croyance en la déesse mère aztèque Tonantzin. C'est au XVIe siècle que commence le développement du culte de Notre-Dame de Guadalupe, la création de poèmes et de sermons en son honneur, ainsi que les premières interprétations artistiques de son image, exprimant un nouvel idiome culturel pour le Mexique. Sa fête est célébrée le 12 décembre et commémore la date de sa première apparition à Juan Diego en 1531. Notre Dame de Guadalupe a proposé un style de dévotion différent : "Elle n'a pas dit d'aller à l'église ou de réciter le chapelet, mais elle a proclamé que si les fidèles "m'aiment, me font confiance et croient en moi", elle répondra.

## Art et architecture

### Art

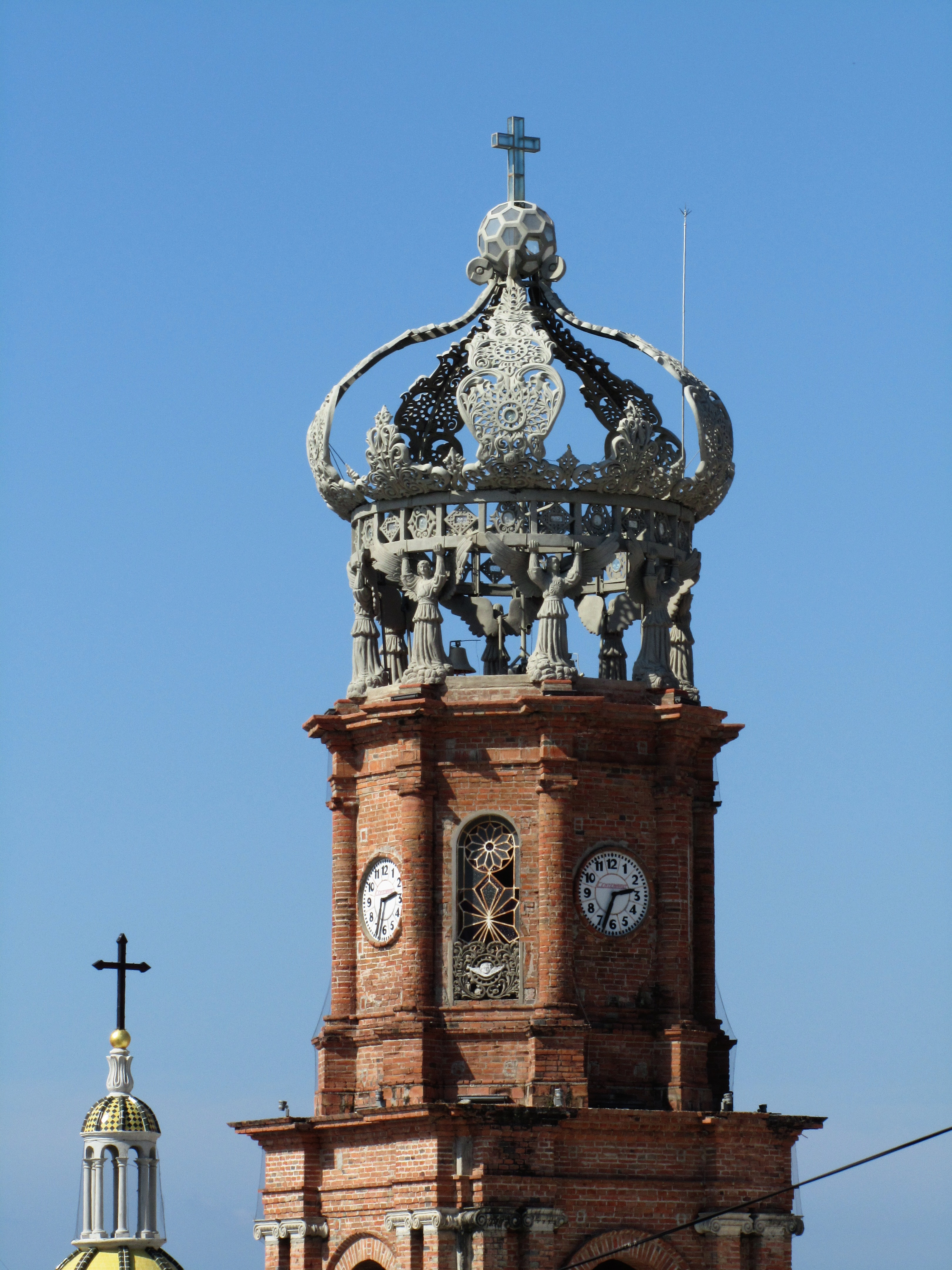
Le pilier de la couronne de l'église Notre-Dame de Guadalupe

La première image de Notre-Dame de Guadalupe remonte aux origines de son interaction avec Juan Diego, lorsque son image a été miraculeusement découverte sous un manteau. Dans les peintures, les œuvres d'art et les tapisseries traditionnelles, elle est représentée comme une femme à la peau sombre au sommet d'un croissant de lune, avec des anges à ses pieds. Baltasar de Echave est le peintre de la Vierge de Guadalupe (1606), la plus ancienne œuvre d'art signée et datée de la sainte patronne. D'autres artistes ont peint des copies de la Vierge de Guadalupe, comme le tableau de Nicolás Enríquez en 1773, qui est l'image sacrée la plus vénérée en Nouvelle-Espagne. La tilma originale portant l'image de la vierge existe toujours et se trouve dans la basilique Notre-Dame-de-Guadalupe à Mexico, sur la colline Tepeyak. Dans l'église de Puerto Vallarta, il existe une réplique de l'image de Notre-Dame de Guadalupe que les gens vénèrent. Peinte par Ignacio Ramirez en 1945, cette peinture à l'huile se trouve au premier plan de l'église, au-dessus de l'autel.

### Architecture

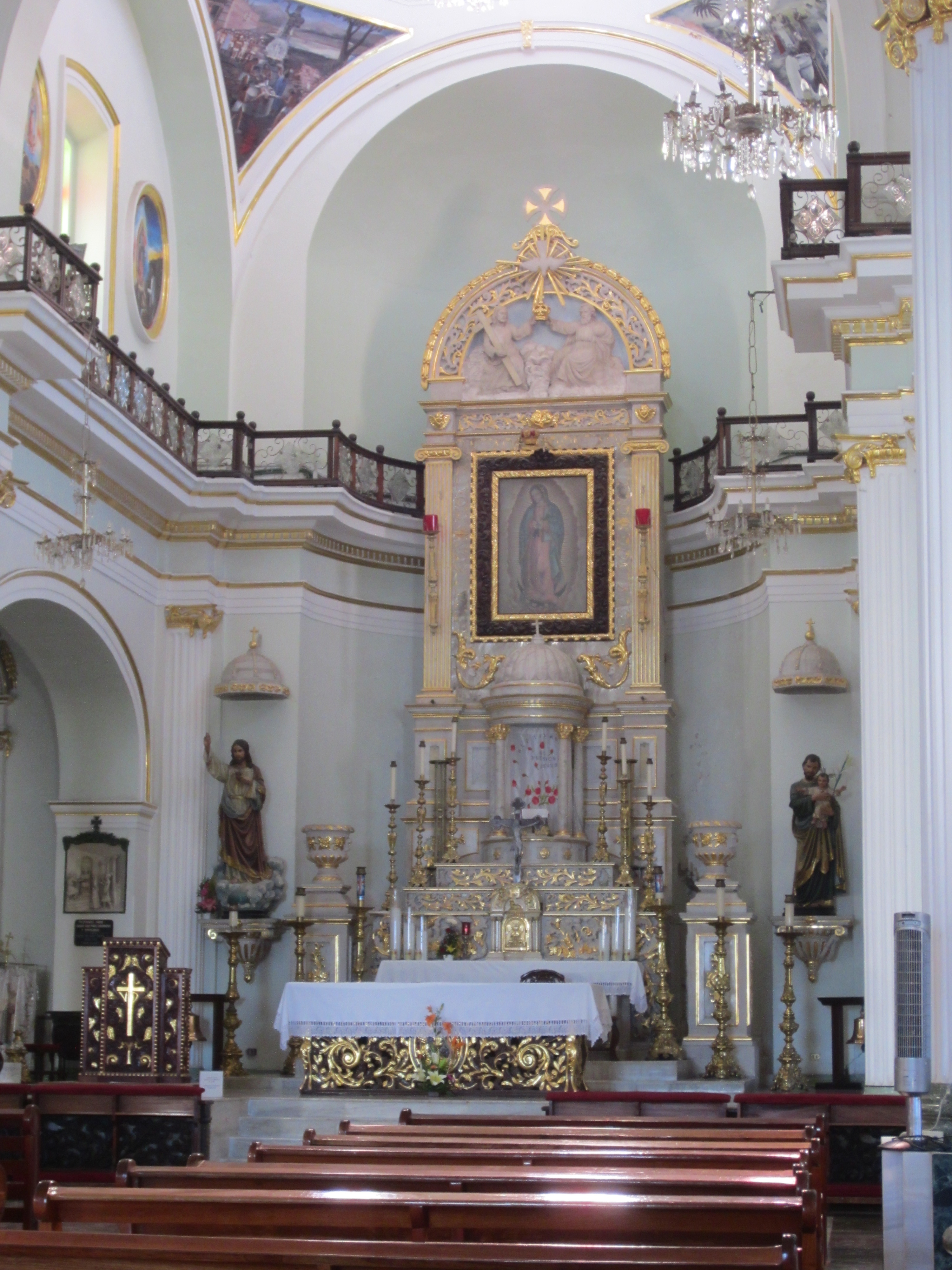
L'espace Sanctuaire à l'intérieur de l'église.
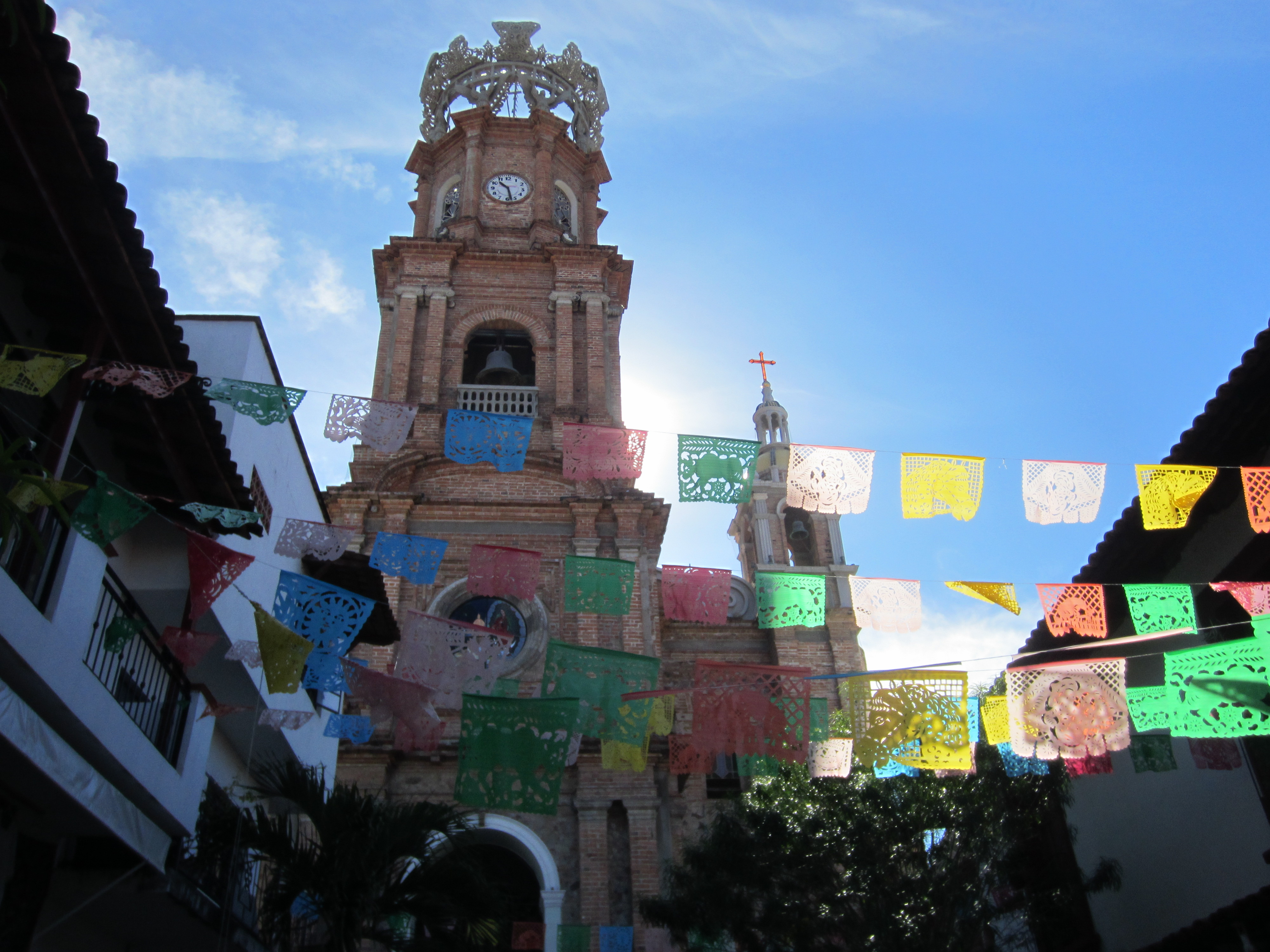
L'église décorée à l'occasion d'un festival.